# Josef Heja
Josef Heja (12. března 1902 Hovězí - 5. září 1985 Halenkov-Dinotice) byl valašský lidový řezbář.

## Život
Josef Heja se narodil 12. března v Hovězí jako páté dítě chalupníka Pavla Heji a jeho manželky Veroniky. Pocházel z dvojčat, ale jeho sestra Anežka zemřela krátce po svém narození. Životní situace a podmínky v rodině nebyly jednoduché. Z devíti dětí, které se Hejům narodily, pouze čtyři se dočkaly dospělosti. K lásce ke dřevu a řemeslu Josefa přivedl jeho otec, který ovládal řadu dřevozpracujících profesí. Základní školní docházku nedokončil, neboť školu opustil ve třetí třídě a věnoval se různorodým pomocným řemeslnickým pracím v tesařství, bednářství nebo v zednictví, kteréžto řemesla později ovládal. Vypomáhal také při strouhání šindele, které se rychle také sám naučil. Pokud bylo potřeba vypomáhal s pastvou dobytka nebo na poli.
V roce 1932 se oženil s Františkou Čotkovou z Halenkova, kam se přestěhoval. Jeho první žena ale záhy zemřela na tuberkulózu. Druhou ženou se stala Veronika Novosadová, která také po krátké době zemřela. Jako dvojnásobný vdovec v roce 1950 se oženil potřetí s Anastázií Kořenkovou z Kychové se kterou měl dceru Ludmilu a se kterou žil až do konce svého života. Obživou pro oba manžele bylo obdělávání malých políček, chov dvou krav v náročných horských podmínkách. Ke zlepšení živobytí rodiny využíval Josef Heja svých řemeslnických dovedností, kterým ho naučil otec. V šedesátých letech Hejovi také pomohl zájem o jeho umělecké práce, které nebyly etnografům dlouhou dobu známé.
O Josefu Hejovi byl v roce 1975 natočen televizní film Jak dřevo promluvilo. Jeden z jeho betlémů, který nese název Svatá rodina je zobrazen na vánoční poštovní známce České republiky z roku 1996.

## Tvorba
Josef Heja je zařazován mezi neprofesionální a lidové umělce, který vycházel z vlastního tvůrčího impulsu bez vlivu profesionálních uměleckých škol. Je řazen k řezbářům, kteří využívají ke své tvorbě přirozenost samorostu. Jako řezbář nebyl dlouho známý, neb pracoval tiše v ústraní ve svém údolí Dinotice, které bylo jeho hlavní inspirací pro jeho tvůrčí období, kde silně čerpal inspiraci. Jeho tvůrčí dílnou byl pasínek a jednoduchý nožík. Díky jeho citlivému vnímání okolní přírody a ničím omezené invenci, vznikaly pitoresktní tvary ze samorostů, které nepatrně dotvářel nožíkem. Typické práce tohoto období jsou plastiky stromů, které jsou doplněny o ptáčky nebo jiná zvířátka. Tyto kompozice ukazovaly autorovu tvůrčí fantazii, kterou oceňovaly nejen děti.
Své první řezbářské práce vystavil na jaře roku 1966 ve Valašském Meziříčí. V květnu téhož roku tehdejší ředitel Valašského muzea v přírodě Ing. Jan Rudolf Bečák získal do muzejní sbírky 23 jeho plastik, zejména figurky zvířat, figury stromů s ptáčky, které jsou vypracovány ze samorostů.V témže roce vystavoval společně s jinými autory na krajské přehlídce amatérského výtvarnictví v Uničově a také na celostátní výstavě amatérské tvorby v Brně v tematickém rámci Plastika a užité umění.
Intenzivní období výstav a soutěží mělo vliv na jeho další tvorbu, kdy tematika pasínku se také rozšířila na pozornost ke každodennímu životu člověka. Začaly tak vznikat osobité plastiky představující muže a ženy při práci. Jeho figury se staly svým výrazem neopakovatelné. Jeho tvůrčí dílnou se tak stává kuchyně v jeho domě. Ke své práci dále využíval jednoduchý nožík, ale také dláta, rašpli, k povrchové úpravě také smirek. Dále využívá jednoduchou polychromii v tlumených odstínech akvarelových barev. Materiál, který využívá pro figuralní řezbu, je všemi řezbáři na Valašsku, oblíbená lípa.
V roce 1973 Josef Heja obdržel 1. cenu na celostátní výstavě Dřevo ve všech podobách, konané v Českých Budějovicích. Styl práce ani výrazná a neopakovatelná forma postav se už nezměnila, jen náměty z každodenního života se obohacovaly a také vynikaly plastiky světců a mnoho betlémů.
Charakterizace tvorby etnografem prof. Richardem Jeřábkem: "Celou svou tvorbou, uzce svázanou s folklórním prostředím a jen nepatrně poznamenanou vnějšími vlivy, se Josef Heja řadí mezi nejosobitější řezbáře v přítomnosti." 

## Ocenění
- Na počest tohoto lidového tvůrce vznikla soutěž Hejův nožík, na které se každoročně v létě scházejí řezbáři v rožnovském skanzenu.[4]
- V roce 1969 vznikl amatérský film Josef Heja, který byl promítán na soutěži amatérského filmu v Uherském Hradišti.[5]

## Výstavy
- 2022 - Josef Heja (1902–1985). Moravský Chagall, Severočeská galerie výtvarného umění v Litoměřicích - Muzeum insitního umění, Litoměřice (24. 6. – 25. 9.)[6]